# Puccinia spegazziniana
Puccinia spegazziniana ist eine Ständerpilzart aus der Ordnung der Rostpilze (Pucciniales). Der Pilz ist ein Endoparasit der Korbblütler Eleutheranthera ruderalis, Wedelia acapucensis und Xexmenia hispida. Symptome des Befalls durch die Art sind Rostflecken und Pusteln auf den Blattoberflächen der Wirtspflanzen. Sie ist in Süd- und Mittelamerika verbreitet.

## Merkmale

### Makroskopische Merkmale
Puccinia spegazziniana ist mit bloßem Auge nur anhand der auf der Oberfläche des Wirtes hervortretenden Sporenlager zu erkennen. Sie wachsen in Nestern, die als gelbliche bis braune Flecken und Pusteln auf den Blattoberflächen erscheinen.

### Mikroskopische Merkmale
Das Myzel von Puccinia spegazziniana wächst wie bei allen Puccinia-Arten interzellulär und bildet Saugfäden, die in das Speichergewebe des Wirtes wachsen. Ihre Spermogonien und Aecien sind unbekannt. Die blattunterseitig wachsenden Uredien des Pilzes sind zimtbraun. Ihre farblosen bis gelblichen Uredosporen sind 19–23 × 22–26 µm groß, zumeist liegend breitellipsoid und stachelwarzig. Die blattunterseitig wachsenden Telien der Art sind schokoladenbraun, pulverig und unbedeckt, sie besitzen goldene Paraphysen. Die tief goldenen bis klar kastanienbraunen Teliosporen sind zweizellig, in der Regel eiförmig bis fast ellipsoid und 45–64 × 24–28 µm groß. Ihre Stiele sind farblos und bis zu 70 µm lang.

## Verbreitung
Das bekannte Verbreitungsgebiet von Puccinia spegazziniana reicht von Südamerika bis Guatemala.

## Ökologie
Die Wirtspflanzen von Puccinia spegazziniana sind Eleutheranthera ruderalis, Wedelia acapucensis und Xexmenia hispida. Der Pilz ernährt sich von den im Speichergewebe der Pflanzen vorhandenen Nährstoffen, seine Sporenlager brechen später durch die Blattoberfläche und setzen Sporen frei. Die Art durchläuft einen Entwicklungszyklus, von dem bislang nur Telien und Uredien sowie deren Wirt bekannt sind; Spermogonien und Aecien konnten ihr nicht zugewiesen werden.